# Lactuca winkleri
Lactuca winkleri là một loài thực vật có hoa trong họ Cúc. Loài này được Kirp. mô tả khoa học đầu tiên năm 1964.